# Mother's Milk
Mother's Milk är det fjärde albumet av Red Hot Chili Peppers. Det släpptes 22 augusti, 1989 genom EMI, och är producerat av Michael Beinhorn. Albumet har hittills sålts i två miljoner exemplar och har därmed uppnått platinum-status.
Det gjordes musikvideor för att ackompanjera låtarna "Knock Me Down", "Higher Ground", "Taste The Pain" och "Good Time Boys".
Före albumet släpptes dog förre gitarristen Hillel Slovak av en heroinöverdos, något som fick förre trummisen Jack Irons att lämna bandet. De blev ersatta av trummisen Chad Smith och gitarristen John Frusciante. Albumet skulle först heta "The Rockin' Freakapotamus" men efter Hillel's bortgång ändrades det till Mother's Milk. Numera är "The Rockin' Freakapotamus" namnet på Red Hot Chili Peppers fanclub.  
Allt gick inte lätt till under inspelningarna av albumet. Sångaren Anthony Kiedis skriver i sina memorarer "Scar Tissue" att John Frusciante och producenten Micheal Beinhorn ofta hamnade i bråk om hur gitarrspelet skulle låta. Gitarrspelet är något som utmärker albumet då ljudet från basen och trummorna, men speciellt Anthonys röst, nästan drunknar i ljudet från gitarren. Detta hörs tyligt i slutet av "Nobody Weird Like Me".
Generellt låter albumet något riktat mot 80-talets stadiumrock, något som inte skulle vara aktuellt att spela efter att Chili Peppers bytt producent till Rick Rubin vid inspelningarna av Blood Sugar Sex Magik.
Mother's Milk låg som högst på en 52 plats på Billboard's Top 200 och fick guldstatus under mitten av 1990-talet.

## Bandmedlemmar
- Anthony Kiedis, Sång
- Flea, Bas
- John Frusciante, Gitarr
- Chad Smith, Trummor
- Hillel Slovak, Gitarr, endast medverkade på "Fire"
- Jack Irons, Trummor, endast medverkande på "Fire"

## Trivia
- Albumet innehåller en cover på Jimi Hendrix låt "Fire". Den inspelningen är den sista inspelningen med originaluppsättningen av bandet före förre gitarristen Hillel Slovak dog och förre trummisen Jack Irons lämnade bandet.
- En bit av "Pretty Little Ditty" användes av popgruppen Crazy Town för deras singel "Butterfly" som blev en stor hit sommaren 2001.
- Första låten Good time boys innehåller en hyllning till Simon Rodia och hans Watts Towers.
- Anthony Kiedis dedikerade låten Higher Ground till offren vid protesterna vid Himmelska fridens torg under Pink Pop Festival 1990.[1]
- Vissa skivbutiker vägrade sälja albumet på grund av att det förekom nakenhet på omslaget[2]
- Modellen på omslaget är Dawn Alane.[3]

## Låtlista
1. "Good Time Boys" - 5:02
2. "Higher Ground" (Wonder) - 3:23
3. "Subway to Venus" - 4:25
4. "Magic Johnson" - 2:57
5. "Nobody Weird Like Me" - 3:50
6. "Knock Me Down" - 3:45
7. "Taste The Pain" - 4:32
8. "Stone Cold Bush" - 3:06
9. "Fire" (Hendrix) - 2:03
10. "Pretty Little Ditty" - 1:37 (2003 års version innehåller originallängd på 3:07)
11. "Punk Rock Classic" - 1:47
12. "Sexy Mexican Maid" - 3:23
13. "Johnny, Kick a Hole in the Sky" - 5:12

2003 års version med bonuslåtar
1. "Song That Made Us What We Are Today" - 12:56 (demo)
2. "Knock Me Down" - 4:44 (originallängd)
3. "Sexy Mexican Maid" - 3:59 (originallängd)
4. "Salute To Kareem" - 3:24 (demo)
5. "Castles Made of Sand" - 3:19 (livecover av Hendrixlåt)
6. "Crossroad Traffic" - 2:51 (livecover av Hendrixlåt)